# Parfondrupt
Parfondrupt est une commune française située dans le département de la Meuse, en région Grand Est.

## Géographie

### Situation
Parfondrupt est une commune de France, située dans le nord de la région Lorraine, département de la Meuse, arrondissement de Verdun, canton d'Etain. À la frontière du département de Meurthe-et-Moselle, la commune compte, en 1999, 52 habitants concentrés dans un village type village-rue, modèle très fréquent en Lorraine. Le village de Parfondrupt, situé à la confluence de la rivière d'Orne et du petit ruisseau de Butel, a longtemps été (et continue à être) sujet aux inondations. 
Autrefois, le village de Parfondrupt formait, avec plusieurs villages autour de Buzy, une enclave lorraine dans le duché de Bar. Parfondrupt n'est devenu française qu'en 1766, après la mort du duc de Lorraine Stanislas Leczszinski. Les habitants de Parfondrupt sont appelés les Cabolats, ce qui en patois signifie les « bleuets sauvages ».

#### Communes limitrophes
| Saint-Jean-lès-Buzy | Saint-Jean-lès-Buzy | Olley               |
| Saint-Jean-lès-Buzy | Parfondrupt         | Olley               |
| Pareid              | Villers-sous-Pareid | Villers-sous-Pareid |

### Hydrographie

#### Réseau hydrographique
La commune est dans le bassin versant du Rhin au sein du bassin Rhin-Meuse. Elle est drainée par l'Orne, le ru de Butel et le ruisseau de Bertrampont,.
L'Orne, d'une longueur de 86 km, prend sa source dans la commune de Ornes et se jette  dans la Moselle à Richemont, après avoir traversé 25 communes. 

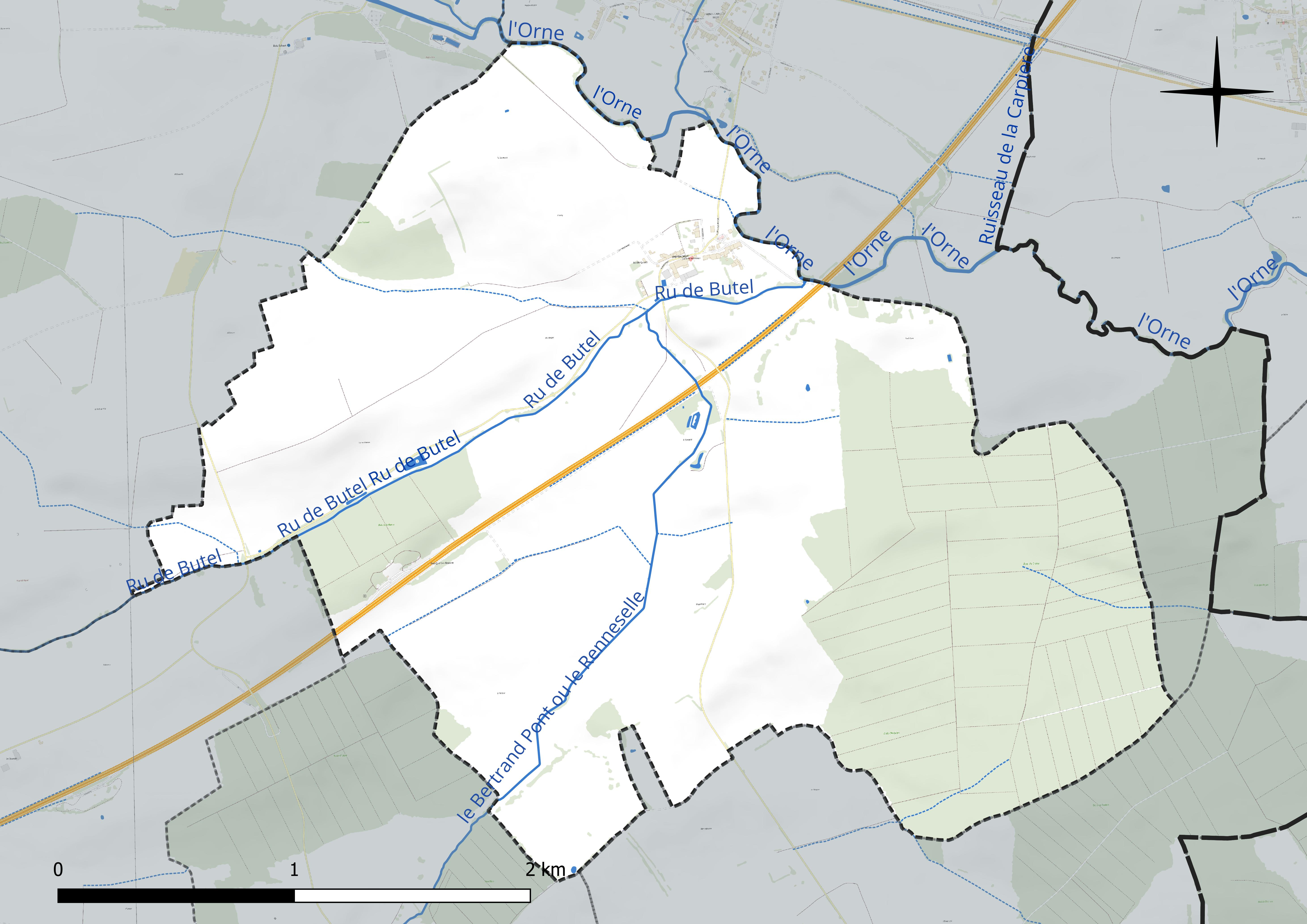
Réseau hydrographique de Parfondrupt.

Le ru de Butel, d'une longueur de 13 km, prend sa source dans la commune de Manheulles et se jette  dans l'Orne à Saint-Jean-lès-Buzy, après avoir traversé huit communes. 
Le ruisseau de Bertrampont, d'une longueur de 10 km, prend sa source dans la commune de Ville-en-Woëvre et se jette  dans le ru de Butel sur la commune, après avoir traversé trois communes. 

#### Gestion et qualité des eaux
Le territoire communal est couvert par le schéma d'aménagement et de gestion des eaux (SAGE) « Bassin ferrifère ». Ce document de planification concerne le périmètre des anciennes galeries des mines de fer, des aquifères et des bassins versants hydrographiques associés qui s’étend sur 2 418 km2. Les bassins versants concernés sont celui de la Chiers en amont de la confluence avec l'Othain, et ses affluents (la Crusnes, la Pienne, l'Othain), celui de l'Orne et ses affluents et celui de la Fensch, le Veymerange, la Kiesel et les parties françaises du bassin versant de l'Alzette et de ses affluents (Kaylbach, ruisseau de Volmerange). Il a été approuvé le 27 mars 2015. La structure porteuse de l'élaboration et de la mise en œuvre est la région Grand Est. 
La qualité des cours d’eau peut être consultée sur un site dédié géré par les agences de l’eau et l’Agence française pour la biodiversité. 

### Climat
Pour des articles plus généraux, voir Climat du Grand Est et Climat de la Meuse.
En 2010, le climat de la commune est de type climat des marges montargnardes, selon une étude du Centre national de la recherche scientifique s'appuyant sur une série de données couvrant la période 1971-2000. En 2020, Météo-France publie une typologie des climats de la France métropolitaine dans laquelle la commune est dans une zone de transition entre le climat océanique altéré et le climat océanique altéré et est dans la région climatique  Lorraine, plateau de Langres, Morvan, caractérisée par un hiver rude (1,5 °C), des vents modérés et des brouillards fréquents en automne et hiver. 
Pour la période 1971-2000, la température annuelle moyenne est de 9,6 °C, avec une amplitude thermique annuelle de 16,4 °C. Le cumul annuel moyen de précipitations est de 836 mm, avec 12,7 jours de précipitations en janvier et 9,1 jours en juillet. Pour la période 1991-2020, la température moyenne annuelle observée sur la station météorologique de Météo-France la plus proche, « Rouvres-en-woevre », sur la commune de Rouvres-en-Woëvre à 7 km à vol d'oiseau, est de 10,8 °C et le cumul annuel moyen de précipitations est de 668,3 mm. 
La température maximale relevée sur cette station est de 40,2 °C, atteinte le 24 juillet 2019 ; la température minimale est de −15,4 °C, atteinte le 7 février 2012,,. 
Les paramètres climatiques de la commune ont été estimés pour le milieu du siècle (2041-2070) selon différents scénarios d'émission de gaz à effet de serre à partir des nouvelles projections climatiques de référence DRIAS-2020. Ils sont consultables sur un site dédié publié par Météo-France en novembre 2022.

## Urbanisme

### Typologie
Au 1er janvier 2024, Parfondrupt est catégorisée commune rurale à habitat très dispersé, selon la nouvelle grille communale de densité à sept niveaux définie par l'Insee en 2022.
Elle est située hors unité urbaine. Par ailleurs la commune fait partie de l'aire d'attraction de Jarny, dont elle est une commune de la couronne,. Cette aire, qui regroupe 8 communes, est catégorisée dans les aires de moins de 50 000 habitants,.

### Occupation des sols
L'occupation des sols de la commune, telle qu'elle ressort de la base de données européenne d’occupation biophysique des sols Corine Land Cover (CLC), est marquée par l'importance des territoires agricoles (70,3 % en 2018), une proportion sensiblement équivalente à celle de 1990 (70,9 %). La répartition détaillée en 2018 est la suivante : 
terres arables (42,2 %), forêts (29,7 %), prairies (28,2 %). L'évolution de l’occupation des sols de la commune et de ses infrastructures peut être observée sur les différentes représentations cartographiques du territoire : la carte de Cassini (XVIIIe siècle), la carte d'état-major (1820-1866) et les cartes ou photos aériennes de l'IGN pour la période actuelle (1950 à aujourd'hui).

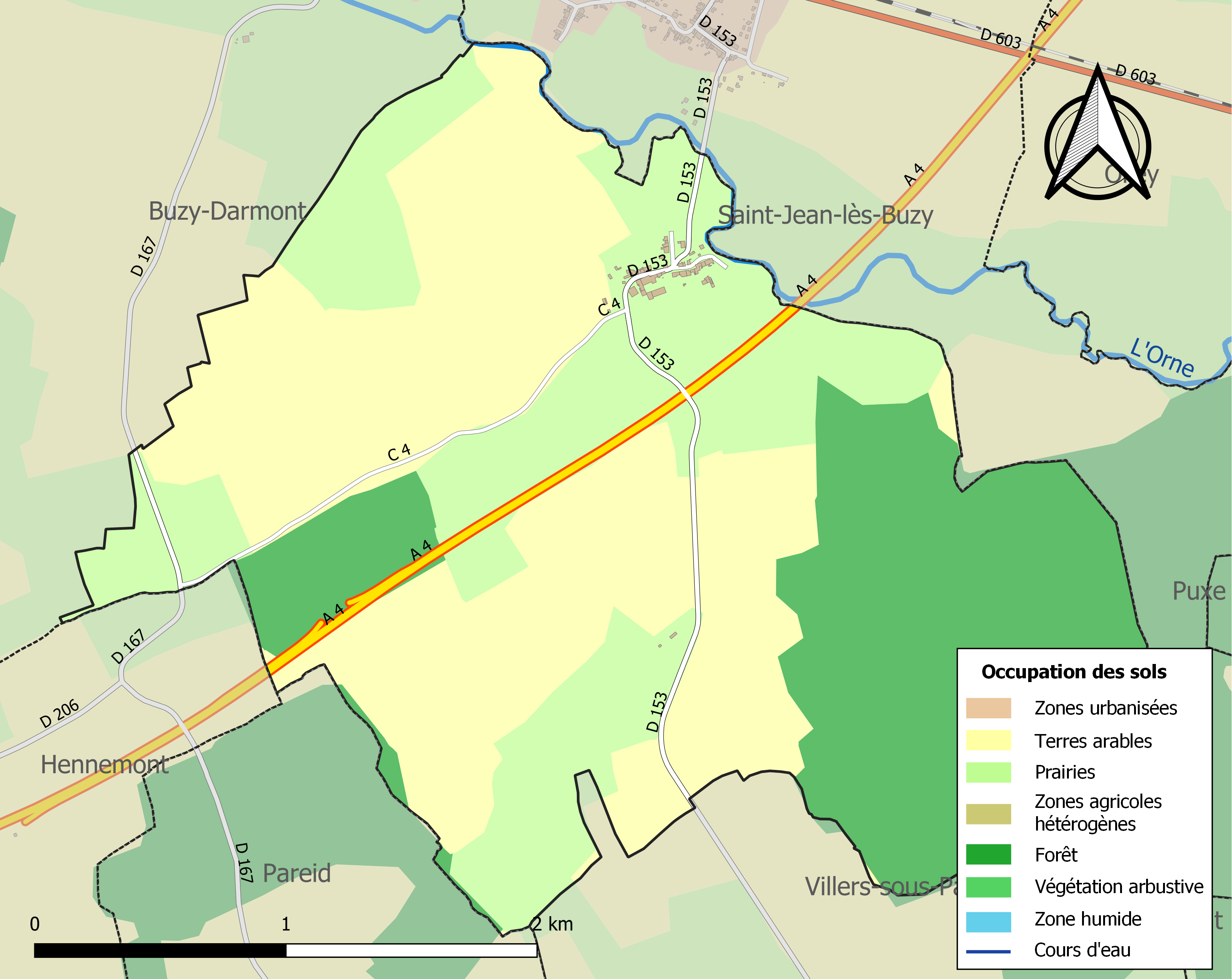
Carte des infrastructures et de l'occupation des sols de la commune en 2018 (CLC).

## Toponymie
Le nom de la localité est attesté sous les formes Perfunt-Rivus ? (701) ; Profondus-Rivus (1049) ; Perfonru (1312) ; Parfonrux (1642) ; Parfonru (1656) ; Parfondrupt (1801).

De l'adjectif de la langue d'oïl parfond « profond » et ru « ruisseau ».

## Histoire
L'histoire de Parfondrupt est ancienne. Le village semble avoir été fondé au VIIIe ou IXe siècle, probablement à la suite des défrichements opérés par les moines dans la marécageuse plaine de la Woëvre. Il faut néanmoins attendre le XIe siècle pour que le village soit mentionné dans les textes. ces derniers notent d'ailleurs Profondus rivus, ce qui en latin, signifie « le ruisseau profond ». Au Moyen Âge et jusqu'à la Révolution française, le village fait partie du Ban de Buzy, enclave lorraine en terre barroise, qui regroupait les villages de Buzy, Darmont, Saint-Jean-lès-Buzy, Aucourt, Lanhères, Béchamps et Parfondrupt. Le Moyen Âge tardif semble d'ailleurs avoir été une période assez prospère pour Parfondrupt, comme en témoignent encore quelques linteaux de porte sculptés et armoriés, sur une maison de la rue de l'Orne. La seigneurie de Parfondrupt, revendue en 1699 à la famille de Raigecourt qui la possédera jusqu'à la Révolution, a longtemps vécu au rythme des saisons. Village à vocation rurale, Parfondrupt regroupait, au milieu du XVIIIe siècle, une vingtaine de familles de laboureurs, parmi lesquels on peut citer les Gœuriot, Ladoucette, Driquert, Laverne ou encore Floquet. Plusieurs fermes et maisons du village témoignent encore de la relative prospérité que connaissait la Woëvre à cette époque. Au XIXe siècle, les propriétaires du domaine de Wagnimont, alors situé au sud-ouest du village, tentent de développer quelques pratiques agraires modernes. Le 6 août 1914, la 42e division d'infanterie française opérait son premier repli, elle quittait Sponville pour cantonner à Parfondrupt où elle va s'installer quelques jours avant de partir le 14 pour Marcheville et Maizeray. Les Allemands occuperont ensuite le village durant la Première Guerre mondiale, n'hésitant pas à transformer certaines maisons en cantine ou en Kasino, c'est-à-dire en foyer pour le soldat.  Après une nouvelle occupation du secteur par les Allemands entre 1940 et 1944, Parfondrupt voit, à la fin du XXe siècle, son finage bouleversé par le tracé de l'autoroute A4 reliant Paris à Strasbourg. En enjambant la vallée de l'Orne, l'autoroute a obligé à la création d'un pont sur la rivière, qui est regardé comme l'une des principales causes des inondations qui ont frappé le village à la fin des années 1990.

## Politique et administration
| Période                                  | Période                   | Identité                                      | Étiquette | Qualité      |
| ---------------------------------------- | ------------------------- | --------------------------------------------- | --------- | ------------ |
| Les données manquantes sont à compléter. |                           |                                               |           |              |
| mars 2001                                | mars 2014                 | Germain Bouche                                | PS        |              |
| mars 2014                                | En cours (au 23 mai 2020) | Robert Léonard Réélu pour le mandat 2020-2026 |           | Ancien cadre |

## Population et société

### Démographie

#### Évolution démographique
L'évolution du nombre d'habitants est connue à travers les recensements de la population effectués dans la commune depuis 1793. Pour les communes de moins de 10 000 habitants, une enquête de recensement portant sur toute la population est réalisée tous les cinq ans, les populations de référence des années intermédiaires étant quant à elles estimées par interpolation ou extrapolation. Pour la commune, le premier recensement exhaustif entrant dans le cadre du nouveau dispositif a été réalisé en 2008.

En 2022, la commune comptait 42 habitants, en évolution de −8,7 % par rapport à 2016 (Meuse : −4,4 %, France hors Mayotte : +2,11 %).
| 1793 | 1800 | 1806 | 1821 | 1831 | 1836 | 1841 | 1846 | 1851 |
| ---- | ---- | ---- | ---- | ---- | ---- | ---- | ---- | ---- |
| 202  | 239  | 269  | 254  | 287  | 261  | 250  | 244  | 238  |

| 1856 | 1861 | 1866 | 1872 | 1876 | 1881 | 1886 | 1891 | 1896 |
| ---- | ---- | ---- | ---- | ---- | ---- | ---- | ---- | ---- |
| 233  | 223  | 223  | 210  | 217  | 222  | 194  | 181  | 183  |

| 1901 | 1906 | 1911 | 1921 | 1926 | 1931 | 1936 | 1946 | 1954 |
| ---- | ---- | ---- | ---- | ---- | ---- | ---- | ---- | ---- |
| 160  | 144  | 137  | 108  | 86   | 87   | 87   | 78   | 81   |

| 1962 | 1968 | 1975 | 1982 | 1990 | 1999 | 2006 | 2008 | 2013 |
| ---- | ---- | ---- | ---- | ---- | ---- | ---- | ---- | ---- |
| 82   | 87   | 72   | 65   | 48   | 52   | 51   | 51   | 51   |

| 2018 | 2022 | - | - | - | - | - | - | - |
| ---- | ---- | - | - | - | - | - | - | - |
| 43   | 42   | - | - | - | - | - | - | - |

## Culture locale et patrimoine

### Lieux et monuments
Le village de Parfondrupt compte plusieurs monuments intéressants pour le patrimoine rural lorrain. Ainsi, on citera la maison du XVe siècle, située rue de l'Orne et comportant deux linteaux sculptés, de style gothique tardif. L'un figure un arc en accolade orné de fleurs de lys, l'autre un blason portant un cor. On trouve également le caveau Gœuriot, devant l'église. Daté 1886 et construit en pierre blanche dans le style néogothique, il a été érigé par une riche famille de laboureurs locaux. Dans la rue principale, on rencontre plusieurs fermes anciennes, sur les façades desquelles on remarque plusieurs pierres de fondations, annotées, des linteaux de portes décorés et millésimés. Enfin, au-dessus de l'entrée de la mairie, on notera le blason de la commune, sculpté dans une pierre de Jaumont. Œuvre de Ghislain Gœuriot, artiste local, cette sculpture a été inaugurée en juin 2004.

#### Édifice religieux
- Église Saint-Martin du XVIIe siècle, reconstruite dans les années 1920.

### Héraldique
| Blason de Parfondrupt | Blason  | Parti : au 1er de gueules au cor de chasse d'or, au 2e de sable à trois haches contournées d'argent ; le tout sommé d'un chef d'argent chargé d'une fleur de bleuet d'azur. |
| Blason de Parfondrupt | Détails | Création Kévin Gœuriot et Jonathan Fabry. |